# Rue des Murs-de-la-Roquette
La rue des Murs-de-la-Roquette est une ancienne voie de Paris, dans l'ancien 8e arrondissement de Paris, absorbée par  les rues Mercœur et Auguste-Laurent.

## Situation
Cette voie en équerre commençait rue de la Roquette et finissait rue de la Muette. Elle longeait les murs du couvent des Hospitalières de la Roquette, n'était ni pavée, ni éclairée, ne comportait aucun numéro, et  était fermée à ses deux extrémités jusqu'en 1860.

## Origine du nom
Elle portait ce nom car elle longeait les murs d'enclos du couvent des Hospitalières de la Roquette. 

## Historique
Cette voie qui apparaît sur le plan dessiné en 1672 par Albert Jouvin de Rochefort était alors un chemin qui partait de la rue de la Roquette et suivait les murs du couvent des Hospitaliers de la Roquette, succursale de celui des Hospitaliers de la Place Royale, fondé en 1632 et supprimé tous les deux en 1790. 
Après avoir porté, un temps, le nom de « rue des Canettes » elle est nommée, sur le plan cadastral dit atlas de Vasserot,  « petite-rue de la Muette » ».
En 1865, la partie au sud, de la rue des Murs-de-la-Roquette est prolongée jusqu'au boulevard du Prince-Eugène (actuel boulevard Voltaire) nouvellement tracé et prend le nom de « rue Mercœur, la partie en angle conservant sa dénomination.
La partie restante est renommée « rue Auguste-Laurent » en 1904.